# Armin
Armim je moško osebno ime.

## Izvor imena
Ime Armin je različica moškega osebnega imena Herman.

## Tujejezikovne različice imena
- pri Angležih: Armin, Armyn
- pri Bosancih: Armin
- pri Italijanih, Špancih: Arminio
- pri Madžarih: Ármin
- pri Nemcih, Slovakih, Poljakih: Armin

## Pogostost imena
Po podatkih Statističnega urada Republike Slovenije je bilo na dan 31. decembra 2007 v Sloveniji število moških oseb z imenom Armin: 384.

## Osebni praznik
Osebe z imenom Armin lahko godujejo takrat kot osebe z imenom Herman.

## Znane osebe
- Armin Assinger, avstrijski alpski smučar
- Armin Bittner, nemški alpski smučar
- Armin Kogler, avstrijski smučarski skakalec
- Armin van Buuren, nizozemski trance DJ in producent